# O Cão dos Baskervilles (filme de 1959)
The Hound of the Baskervilles (br/pt: O Cão dos Baskervilles) é um filme de mistério britânico de 1959, dirigido por Terence Fisher para a Hammer Film Productions. O roteiro é baseado no romance homônimo de Sir Arthur Conan Doyle. É a terceira adaptação cinematográfica do livro e foi filmada em cores. As outras foram em 1921 e 1939. Tornou-se uma das produções da história da Hammer mais elogiadas pelos críticos de cinema.
Peter Cushing votaria a repetir o papel do famoso detetive em série da BBC intitulada Sherlock Holmes de 1965, atuando em dezesseis episódios, inclusive uma nova apresentação de The Hound of the Baskervilles, com Nigel Stock interpretando Watson.
As filmagens foram em Chobham Common e Frensham Ponds,ambas em Surrey.

## Elenco
| - Peter Cushing...Sherlock Holmes - André Morell...Doutor Watson - Christopher Lee...Sir Henry Baskerville - Marla Landi...Cecile Stapleton - David Oxley...Sir Hugo Baskerville - Francis de Wolff...Doutor Richard Mortimer - Miles Malleson...Bispo Frankland - Ewen Solon...Stapleton - John Le Mesurier...Barrymore | - Helen Goss...Senhora Barrymore - Sam Kydd...Perkins - Michael Hawkins...Lorde Caphill - Judi Moyens...Serva - Michael Mulcaster...Selden - David Birks...Servo |

## Sinopse
Durante os anos de 1740, o cruel aristocrata Sir Hugo Baskerville embriaga-se em uma festa na sua mansão rural e tenta abusar de uma serva que foge por uma janela. Ele a persegue auxiliado pelos seus cães de caça e quando a encurrala numa ruína dentro de sua propriedade, é morto por uma fera misteriosa. A história se torna a lenda sobre a maldição da família, pois outros descendentes apareceram mortos supostamente pelo mesmo animal que se tornou conhecido como o "Cão dos Baskervilles".
Muitas décadas depois, ocorre a morte de mais um membro da família Baskerville, Sir Charles, sob suspeita de ter sido provocada novamente pela fera infernal. É informada pelo melhor amigo do morto, Dr. Richard Mortimer, aos famosos detetives Sherlock Holmes e Dr. Watson, que em seguida os contrata para protegerem Sir Henry, o herdeiro das terras, recém-chegado da África do Sul. Holmes se convence que Sir Henry corre risco de vida e pede ao Dr. Watson que lhe acompanhe até a propriedade herdada enquanto ele ficará cuidando de outro caso. Durante a viagem, o cocheiro avisa aos passageiros que um condenado fugitivo mentalmente instável, Selden, foi visto rondando o lugar. No dia seguinte, Watson conhece os vizinhos Stapleton, pai e filha, e Sir Henry fica atraído pela mulher quando a encontra. Naquela noite, Watson e Sir Henry investigam uma luz misteriosa no pântano e descobrem Holmes, que mentira a eles e estava o tempo todo investigando o lugar, procurando por Selden. Eles acabam por encontrar o foragido morto, usando roupas de Sir Henry. E Holmes percebe que o herdeiro ainda não está livre de perigo.

## Recepção
The Hound of the Baskervilles foi muito bem recebido pelos críticos.
O filme conseguiu 100% de aprovação nas resenhas agregadas pelo website Rotten Tomatoes, baseada em onze opiniões.
Time Out o classificou de "o melhor filme de Sherlock Holmes realizado até então, e um dos mais bem produzidos da Hammer".
A interpretação de Peter Cushing como Holmes recebeu críticas mistas na época, com The New York Herald Tribune afirmando que o ator (tradução livre como as demais) "...é um forte e ansioso Sherlock Holmes". O Dr. Watson de André Morell foi elogiado como uma interpretação mais fiel à criação de Arthur Conan Doyle, o oposto do bufão cômico de Nigel Bruce.